# Précigné

Précigné este o comună în departamentul Sarthe, Franța. În 2009 avea o populație de 3,126 de locuitori.